# Òrgan de contractació de la Generalitat de Catalunya
L'Òrgan de contractació de la Generalitat de Catalunya és l'òrgan de contractació, unipersonal o col·legiat, que, en virtut de norma legal autonòmica o reglamentària o disposició estatutària, tinguin atribuïda la facultat de subscriure contracte en nom de la Generalitat de Catalunya en funció del que dicten les llei 25/1998 de 31 de desembre de mesures administratives, fiscals i d'adapatació a l'euro i l'article 26 de la llei 21/2001 de 28 de desembre, aprovades pel Parlament de Catalunya a proposta del govern del president Pujol i la llei 12/2004 de 27 de desembre de mesures financeres, aprovada pel parlament a proposta del govern del president Maragall, i que regula els òrgans de contractació.

## Tipologies
A la Generalitat de Catalunya són òrgans de contractació:
- Els membres de l'equip de govern de forma ordinària i estan facultats per adjudicar i formalitzar en nom seu els contractes corresponents.
- Les secretaries generals o l'òrgan a qui deleguin per als contractes menors.
- Les juntes de contractació que poden ser constituïdes per ordre d'un membre de l'equip de govern per contractes menors d'obres, de subministraments i de serveis del departament.
- La Comissió Central de Subministraments (adscrita a la Conselleria d'Economia i Coneixement de la Generalitat de Catalunya) és l'òrgan de contractació dels productes, béns i els serveis declarats de contractació centralitzada, sent també l'òrgan competent per a l'homologació o el desenvolupament d'acords marc o béns.

En l'àmbit dels organismes autònoms i la resta d'entitats lligades al dret públic, els representants legals en són els òrgans de contractació i un reglament disposarà a partir de quina quantitat és necessària l'aprovació del conseller corresponent.
L'òrgan de contractació necessita l'autorització del govern de la Generalitat quan:
- El contracte és superior a 12.020.242,09 € llevat dels convenis i contractes d'encàrrecs d'estudi.
- En els contractes de caràcter plurianual, si es modifica el nombre d'anualitats establertes pel decret legislatiu 3/2002 de la Llei de finances públiques de Catalunya.[4]
- Si els contractes o convenis són destinats per a l'encàrrec d'estudis o dictàmens amb un pressupost superior a 30.050,61 €.
- Si el pagament es fa mitjançant el sistema d'arrendament financer o mitjançant el sistema d'arrendament amb opció de compra, i el nombre d'anualitats és superior a quatre a comptar de l'adjudicació del contracte..

Tal com marca, la llei 30/1992 els membres dels òrgans poden ser recusats per evitar conflictes d'interessos.